# 앙네 시몬손
토레 클라스 앙네 시몬손(스웨덴어: Tore Klas Agne Simonsson, 1935년 10월 19일 ~ 2020년 9월 22일)은 스웨덴의 전 축구 스트라이커이다. 1953년 외리뤼테에서 신고식을 치른 그는 1960년대 초 라 리가 무대에 진출해 레알 마드리드와 레알 소시에다드에 몸담았다가 1963년에 외리뤼테로 복귀했다. 시몬손은 스웨덴 국가대표팀 경기에 51번 출전했는데, 자국에서 열린 1958년 월드컵의 준우승 주역이기도 했다. 그는 1959년, 웸블리에서 열린 잉글랜드전에서의 맹활약에 힘입어 스벤스카 다블라데트 금메달의 주인공이 되었다.

## 클럽 경력

### 외리뤼테

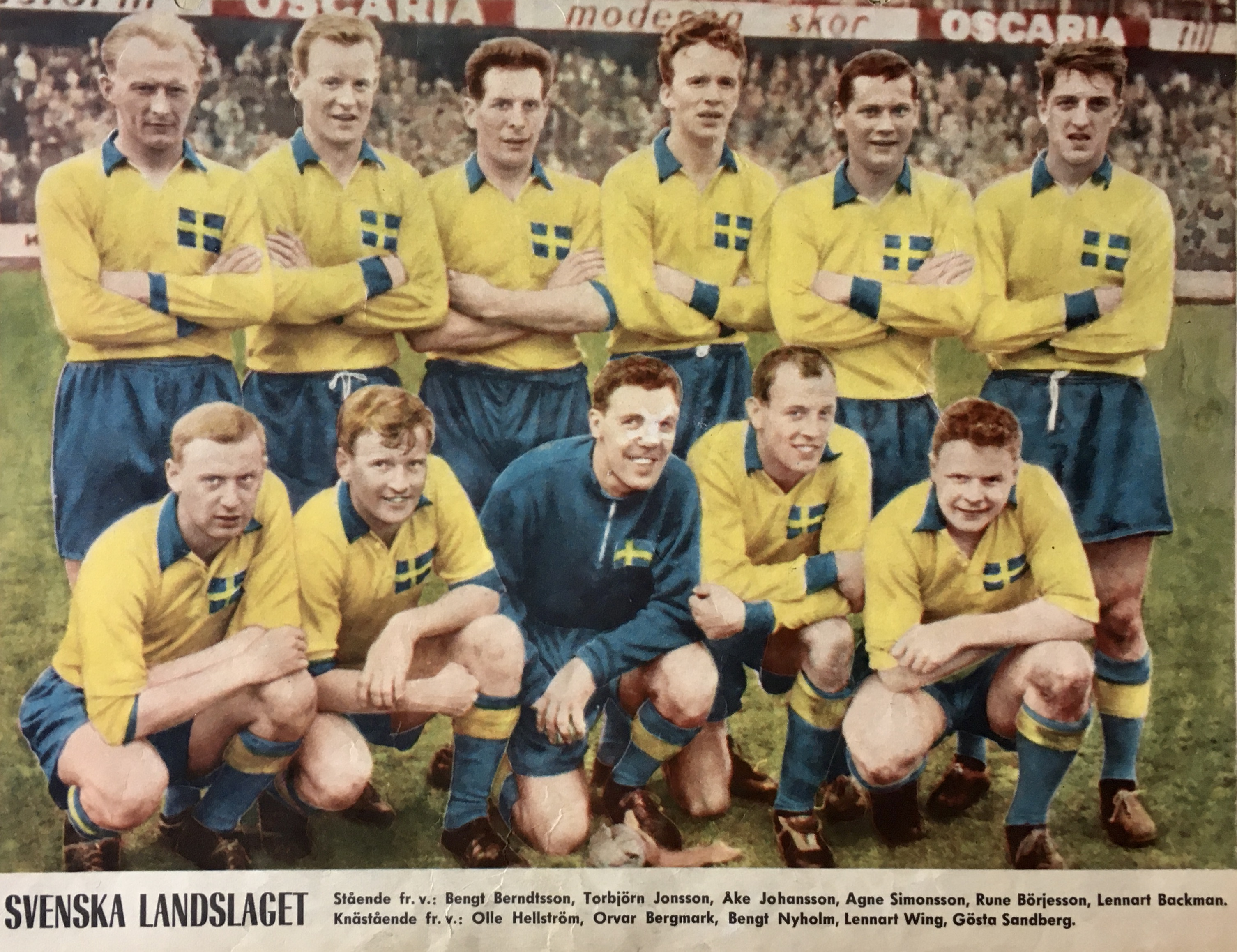
1961년의 스웨덴 국가대표팀 선수단 - 왼쪽부터 뒷줄: 벵트 "푈레트 베른트손, 토르비외른 욘손, 오케 "바이도프" 요한손, 앙네 시몬손, 루네 뵈례손, 그리고 넨나르트 바크만; 앞줄: 올레 "라펜" 헬스트룀, 오르바르 베리마르크, 벵트 "사모라" 뉘홀름, 렌나르트 빙, 그리고 예스타 "니프스타" 산베리.

시몬손은 레네 유소년부에서 축구를 시작해 1949년에 외리뤼테로 이적했다. 1953년, 그는 당시 3부 리그에 속해 있던 소속 구단의 신고식을 치렀다. 그는 이후 1955년에 소속 구단의 2부 리그 승격에 일조했고, 1958년에 군나르 그렌이 선수 겸 감독을 맡을 때 알스벤스칸 승격을 이룩했다. 외리뤼테 시절, 그는 1959년 발롱도르 투표에서 5위에 이름을 올렸고, 같은 해 굴드볼렌의 주인공이 되었다.

### 레알 마드리드
스웨덴 국가대표팀에서 여러 차례 인상적인 활약을 펼치며 세계구급 중앙 공격수로 비상한 시몬손은 1960년에 라 리가의 레알 마드리드에 입단했다. 그러나, 알프레도 디 스테파노를 비롯한 쟁쟁한 선수들과의 경쟁에서 밀리며 시몬손은 구단에서 그리 많은 기회를 잡지 못했고, 결국 마드리드의 소속 구단이 리그 정상을 차지한 1960-61 시즌에 리그에서 단 3경기만을 출전했고, 득점은 1회에 그쳤다. 그가 유일한 득점을 올린 경기는 사라고사와의 안방 9차전 경기로, 이 경기에서 5-1 완승을 거두었다. 그는 레알 마드리드의 1960년 인터콘티넨털컵과 1962-63 시즌 리그 우승 당시에도 마드리드 선수단과 동행했지만, 더 많은 출전 기회를 얻기에는 역부족이었다. 2022년을 기준으로, 시몬손은 레알 마드리드에 몸담았던 유일한 스웨덴인이기도 하다.

### 레알 소시에다드 임대
1961-62 시즌, 시몬손은 레알 소시에다드로 임대되어 22번의 경기에 출전해 8골을 득점했다. 그러나, 소속 구단은 리그의 총 16개 구단 중 15위를 차지하며, 하부 리그로 강등당했다.

### 외리뤼테 복귀
1963년, 시몬손은 스웨덴의 외리뤼테로 복귀하여 루네 뵈례손과 위협적인 공격진으로 발을 맞추었다. 시몬손은 리그 통산 206골로 외리뤼테의 역대 최다 득점자로 이름을 올리고 있다.

## 국가대표팀 경력

### 초기 경력
시몬손은 1957년 9월 22일에 처음이자 마지막으로 스웨덴 U-21 국가대표팀 경기에 출전했는데, 그는 핀란드를 상대한 이 친선경기에서 해트트릭을 완성해 7-0 승리를 견인했다. 그는 1달 후인 1957년 10월 13일에 스웨덴 성인 국가대표팀 공식 신고식을 치렀는데, 노르웨이를 상대한 1956-59년 북유럽 선수권 대회에서 2골을 기록해 5-2 승리를 보탰다.

### 1958년 월드컵
시몬손은 1958년 월드컵 본선에서 4골을 기록해 안방에서 열린 대회에서 모국을 결승에 올렸고, 브라질과의 결승전에서도 득점을 올렸지만 2-5로 무릎을 꿇었다.

### 이후 행보
그는 1959년 10월 28일에 웸블리에서 열린 잉글랜드와의 경기에서 2골 1도움을 기록하는 맹활약을 하여 스웨덴의 3-2로 견인한 공로로 1959년의 스벤스카 다블라데트 금메달과 굴드볼렌을 동시에 석권했다. 이 경기는 스웨덴이 웸블리 원정에서 잉글랜드를 이긴 두 번째 사례에 불과했다.
그가 51번째이자 마지막으로 출전한 국가대표팀 경기는 핀란드와의 1967년 8월 10일 1964-67년 북유럽 선수권 대회 경기로, 이 경기에서 스웨덴이 2-0으로 이겼다. 그는 국가대표팀에서 총 27골을 기록했다.

## 감독 경력
1982년, 그는 헤켄의 지휘봉을 잡아 사상 첫 알스벤스칸 승격을 이룩했다. 외레뤼테 감독으로서, 시몬손은 1985년 리그 우승으로 이끌었는데, 이는 1913년 이래 구단이 거둔 첫 우승이기도 했다.

## 경력 통계

### 국가대표팀
| 국가대표팀 | 연도 | 출장 | 골 |
| ---------- | ---- | ---- | -- |
| 스웨덴     | 1957 | 2    | 2  |
| 스웨덴     | 1958 | 9    | 8  |
| 스웨덴     | 1959 | 7    | 6  |
| 스웨덴     | 1960 | 3    | 3  |
| 스웨덴     | 1961 | 4    | 2  |
| 스웨덴     | 1962 | 0    | 0  |
| 스웨덴     | 1963 | 4    | 1  |
| 스웨덴     | 1964 | 5    | 1  |
| 스웨덴     | 1965 | 3    | 3  |
| 스웨덴     | 1966 | 9    | 1  |
| 스웨덴     | 1967 | 5    | 0  |
| 합계       | 합계 | 51   | 27 |

### 득점 기록
아래의 점수에서 왼쪽의 점수가 스웨덴의 점수이며, 점수 열은 시몬손의 득점 당시의 점수를 나타낸다.
| #  | 날짜             | 경기장                        | 상대     | 점수 | 최종결과 | 대회                         | 주     |
| -- | ---------------- | ----------------------------- | -------- | ---- | -------- | ---------------------------- | ------ |
| 1  | 1957년 10월 13일 | 스웨덴 솔나 로순다            | 노르웨이 | 1–0  | 5–2      | 1956-59년 북유럽 선수권 대회 | [ 15 ] |
| 2  | 1957년 10월 13일 | 스웨덴 솔나 로순다            | 노르웨이 | 3–0  | 5–2      | 1956-59년 북유럽 선수권 대회 | [ 15 ] |
| 3  | 1958년 5월 7일   | 스웨덴 헬싱보리 올륌피아      | 스위스   | 2–1  | 3–2      | 친선경기                     | [ 16 ] |
| 4  | 1958년 5월 7일   | 스웨덴 헬싱보리 올륌피아      | 스위스   | 3–2  | 3–2      | 친선경기                     | [ 16 ] |
| 5  | 1958년 6월 8일   | 스웨덴 솔나 로순다            | 멕시코   | 1–0  | 3–0      | 1958년 월드컵                | [ 17 ] |
| 6  | 1958년 6월 8일   | 스웨덴 솔나 로순다            | 멕시코   | 3–0  | 3–0      | 1958년 월드컵                | [ 17 ] |
| 7  | 1958년 6월 19일  | 스웨덴 솔나 로순다            | 소련     | 2–0  | 3–0      | 1958년 월드컵                | [ 18 ] |
| 8  | 1958년 6월 29일  | 스웨덴 솔나 로순다            | 브라질   | 2–4  | 2–5      | 1958년 월드컵                | [ 19 ] |
| 9  | 1958년 8월 20일  | 핀란드 헬싱키 올림픽 경기장   | 핀란드   | 7–1  | 7–1      | 1956-59년 북유럽 선수권 대회 | [ 20 ] |
| 10 | 1958년 9월 14일  | 노르웨이 오슬로 울레볼        | 노르웨이 | 2–0  | 2–0      | 1956-59년 북유럽 선수권 대회 | [ 21 ] |
| 11 | 1958년 5월 21일  | 스웨덴 예테보리 울레비        | 포르투갈 | 1–0  | 2–0      | 친선경기                     | [ 22 ] |
| 12 | 1959년 6월 21일  | 덴마크 쾨벤하운 파르켄        | 덴마크   | 2–0  | 6–0      | 1956-59년 북유럽 선수권 대회 | [ 23 ] |
| 13 | 1959년 8월 2일   | 스웨덴 말뫼 말뫼 스타디온     | 핀란드   | 3–1  | 3–1      | 1956-59년 북유럽 선수권 대회 | [ 24 ] |
| 14 | 1959년 8월 18일  | 스웨덴 예테보리 가믈라 울레비 | 노르웨이 | 3–0  | 6–2      | 1956-59년 북유럽 선수권 대회 | [ 25 ] |
| 15 | 1959년 10월 28일 | 잉글랜드 런던 웸블리          | 잉글랜드 | 1–1  | 3–2      | 친선경기                     | [ 26 ] |
| 16 | 1959년 10월 28일 | 잉글랜드 런던 웸블리          | 잉글랜드 | 2–1  | 3–2      | 친선경기                     | [ 26 ] |
| 17 | 1960년 5월 18일  | 스웨덴 말뫼 말뫼 스타디온     | 아일랜드 | 2–0  | 4–1      | 친선경기                     | [ 27 ] |
| 18 | 1960년 5월 18일  | 스웨덴 말뫼 말뫼 스타디온     | 아일랜드 | 3–0  | 4–1      | 친선경기                     | [ 27 ] |
| 19 | 1960년 6월 22일  | 핀란드 헬싱키 올림픽 경기장   | 핀란드   | 3–0  | 3–0      | 1960-63년 북유럽 선수권 대회 | [ 28 ] |
| 20 | 1961년 5월 28일  | 스웨덴 솔나 로순다            | 스위스   | 3–0  | 4–0      | 1962년 월드컵 예선전         | [ 29 ] |
| 21 | 1961년 10월 29일 | 스위스 베른 방크도르프        | 스위스   | 1–0  | 2–3      | 1962년 월드컵 예선전         | [ 30 ] |
| 22 | 1963년 11월 3일  | 스웨덴 솔나 로순다            | 서독     | 1–0  | 2–1      | 친선경기                     | [ 31 ] |
| 23 | 1964년 4월 29일  | 네덜란드 로테르담 더 카위프   | 네덜란드 | 1–0  | 1–0      | 친선경기                     | [ 32 ] |
| 24 | 1965년 5월 5일   | 스웨덴 노르셰핑 뉘아 파르켄   | 키프로스 | 1–0  | 3–0      | 1966년 월드컵 예선전         | [ 33 ] |
| 25 | 1965년 5월 5일   | 스웨덴 노르셰핑 뉘아 파르켄   | 키프로스 | 3–0  | 3–0      | 1966년 월드컵 예선전         | [ 33 ] |
| 26 | 1965년 8월 22일  | 스웨덴 룰레오 스코스발렌      | 핀란드   | 2–2  | 2–2      | 1964-67년 북유럽 선수권 대회 | [ 34 ] |
| 27 | 1966년 11월 6일  | 스웨덴 솔나 로순다            | 덴마크   | 1–1  | 2–1      | 1964-67년 북유럽 선수권 대회 | [ 35 ] |

## 수상

### 선수
외리뤼테
- 디비시온 2 베스트라 예틀란드: 1957–58

레알 마드리드
- 라 리가: 1960–61, 1962–63
- 인터콘티넨털컵: 1960

스웨덴 국가대표팀
- 월드컵 준우승: 1958
- 북유럽 선수권 대회: 1956–59

개인
- 스벤스카 다블라데트 금메달: 1959
- 굴드볼렌: 1959
- 크리스탈쿨란: 1959
- 북유럽 선수권 대회 득점왕: 1956–59

기록
- 외리뤼테 역대 최다 리그 득점자: 206골

### 감독
헤켄
- 디비시온 3 노르베스트라 예틀란드: 1977[13][36]

외리뤼테
- 알스벤스칸: 1985